# شقار نهري
الشقّار النهري نوع نباتي ينتمي إلى جنس الشقّار من الفصيلة الحوذانية.

## البيئة والانتشار
موطنه الأصلي منطقة شرق أمريكا الشمالية. ينمو على ضفاف المجاري المائية.

## الوصف النباتي
نبات عشبي معمر ينمو بشكل منتصب. أزهاره بيضاء مخضرة. تصنف الثمرة نباتيًا كفقيرة. ينتشر النبات بالجذامير. يصنف أحيانًا كصنف ضمن الشقار الفرجيني (باللاتينية:  Anemone Virginiana var. alba).